# Hedensted-senderen
Hedensted-senderen er en 316 meter høj gittermast fastspændt med stålbarduner ved Kragelund lidt vest for Hedensted, der anvendes til digital TV-transmission. Masten står 72 meter over havet, og har dermed en totalhøjde over havet på 388 meter, hvilket gør Hedensted-senderens top til det tredje højeste faste punkt i Danmark efter Rø-senderen og Hove-senderen.